# Kevin Ford
Kevin Anthony Ford (ur. 7 lipca 1960 w Portland, stan Indiana, USA) – amerykański inżynier, pilot wojskowy, członek korpusu astronautów NASA.

## Wykształcenie, służba wojskowa i praca naukowa
- 1978 – ukończył Blackford High School w Hartford City, stan Indiana.
- 1982 – został absolwentem University of Notre Dame (Indiana), gdzie uzyskał licencjat z inżynierii lotniczej i kosmicznej. Później rozpoczął czynną służbę wojskową.
- 1984-1987 – po zakończeniu szkolenia lotniczego na F-22 w bazie Columbus (Missisipi) został przydzielony do 22 taktycznego dywizjonu myśliwskiego stacjonującego w bazie lotniczej Bitburg w Niemczech.
- 1987-1989 – w bazie lotniczej Keflavík (Islandia) służył w 57 eskadrze myśliwców przechwytujących.
- 1989 – na Troy State University(inne języki) otrzymał tytuł magistra w dziedzinie stosunków międzynarodowych.
- 1990 – w bazie Edwards, stan Kalifornia, ukończył z wyróżnieniem szkołę dla pilotów doświadczalnych (Air Force Test Pilot School).
- 1991-1994 – pełnił służbę w bazie Eglin Air Force Base na Florydzie w 3247 eskadrze doświadczalnej (3247th Test Squadron). W tym czasie odbył wiele lotów na F-16 Fighting Falcon testując urządzenia do katapultowania i nowe rodzaje uzbrojenia.
- 1994-1997 – na University of Florida uzyskał tytuł magistra inżynierii lotniczej i kosmicznej. Później był dyrektorem ds. planowania i nauczycielem akademicki w Air Force Test Pilot School.
- 1997 – obronił pracę doktorską w tej samej dziedzinie na Air Force Institute of Technology (Instytut Technologii Sił Powietrznych) oraz ukończył z wyróżnieniem kurs Squadron Officer School w Air University w bazie lotniczej Maxwell (Alabama).
- 2000 – ukończył Aerospace Vehicle Test Course, specjalne szkolenie z zakresu testowania pojazdów powietrzno-kosmicznych.
- 2008 – w czerwcu opuścił siły powietrzne przechodząc na emeryturę.

Ma na swoim koncie ponad 4900 wylatanych godzin. Posiada wydane przez FAA (Amerykańska Federalna Administracja Lotnictwa) certyfikaty instruktora szybowcowego, śmigłowcowego i samolotowego.

## Kariera astronauty i praca w NASA

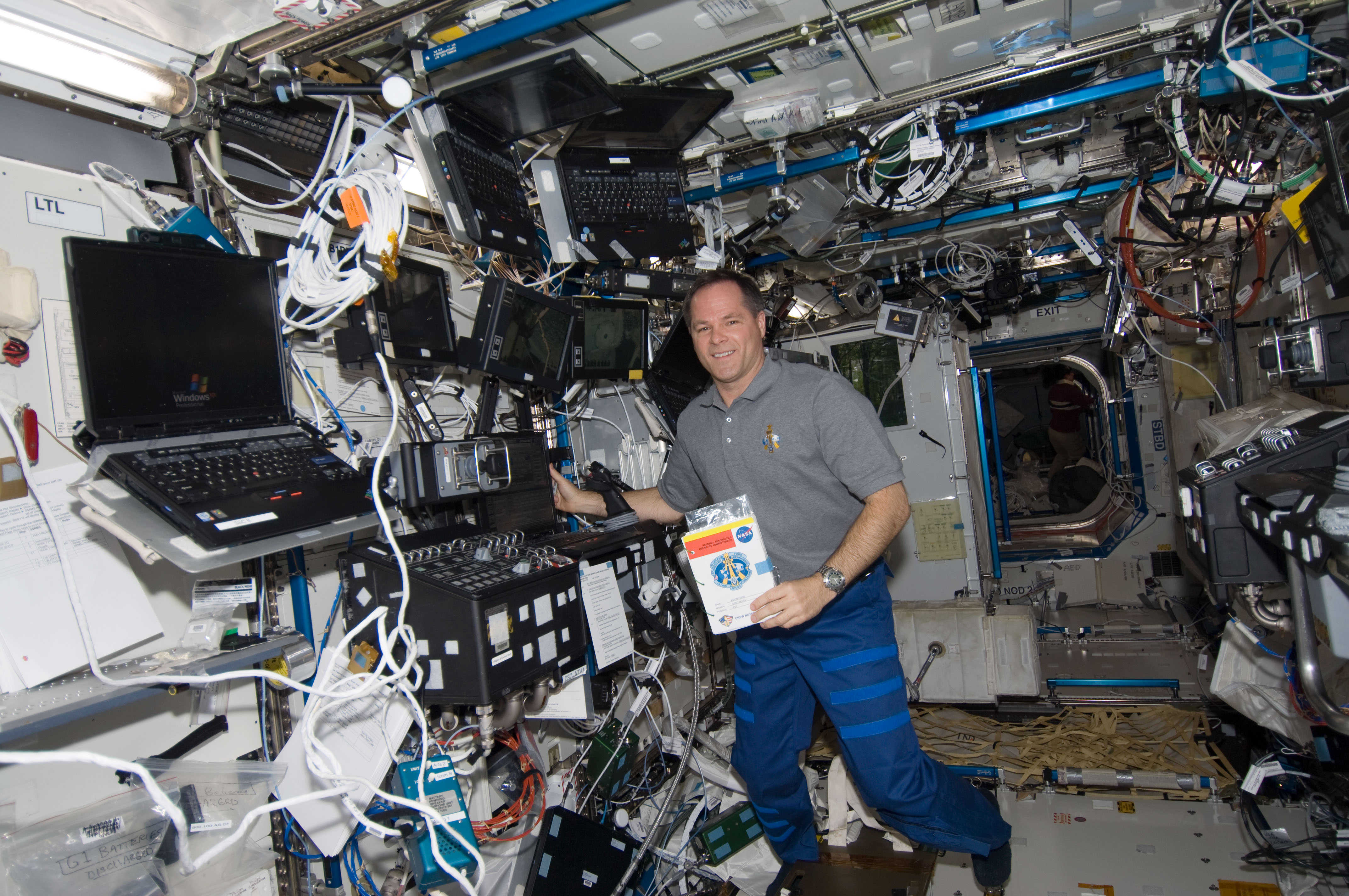
Kevin Ford w laboratorium Destiny w trakcie misji STS-128

- 2000 – 26 lipca został członkiem 18 grupy amerykańskich astronautów. W sierpniu w Johnson Space Center rozpoczął specjalistyczny kurs, w ramach którego m.in. zapoznał się z budową promu kosmicznego.
- 2002 – zakończył przeszkolenie podstawowe zdobywając uprawnienia pilota wahadłowca, a następnie rozpoczął pracę w Biurze Astronautów NASA w Advanced Vehicles Branch (wydział zajmujący się rozwojem statków kosmicznych). Później pracował również jako operator łączności (CAPCOM) w Centrum Kontroli Lotów w Houston.
- 2004–2005 – przez rok był przedstawicielem NASA w Centrum Wyszkolenia Kosmonautów im. J. Gagarina w Gwiezdnym Miasteczku pod Moskwą.
- 2008 – w lipcu został wyznaczony do udziału w locie STS-128[1]. Start wahadłowca Discovery został wyznaczony na lipiec 2009. Zadaniem promu miało być dostarczenie na Międzynarodową Stację Kosmiczną (ISS) w module Leonardo sprzętu, który miał ułatwić powiększenie stałej załogi stacji z trzech do sześciu astronautów.
- 2009 – 29 sierpnia wystartował na pokładzie wahadłowca Discovery w swoją pierwszą 13-dniową misję kosmiczną STS-128, która trwała do 13 września. Głównym celem lotu było dostarczenie na ISS modułu MPLM Leonardo i przyłączenie go do stacji.
- 2012 – 23 października poleciał na pokładzie statku Sojuz TMA-06M na Międzynarodową Stację Kosmiczną, gdzie wszedł w skład początkowo 33, a później 34 ekspedycji, której został dowódcą.
- 2013 – 16 marca na pokładzie Sojuza TMA-06M powrócił na Ziemię.

## Nagrody i odznaczenia
- Meritorious Service Medal – 1998
- Aerial Achievement Medal
- Air Force Commendation Medal
- Armed Forces Expeditionary Medal
- Universal Astronaut Insignia za lot orbitalny (nr 500) – Stowarzyszenie Uczestników Lotów Kosmicznych (Association of Space Explorers(inne języki))[2]

## Wykaz lotów
| Loty kosmiczne, w których uczestniczył Kevin A. Ford                    | Loty kosmiczne, w których uczestniczył Kevin A. Ford | Loty kosmiczne, w których uczestniczył Kevin A. Ford | Loty kosmiczne, w których uczestniczył Kevin A. Ford | Loty kosmiczne, w których uczestniczył Kevin A. Ford | Loty kosmiczne, w których uczestniczył Kevin A. Ford    | Loty kosmiczne, w których uczestniczył Kevin A. Ford |
| Lp.                                                                     | Data startu                                          | Statek kosmiczny                                     | Data lądowania                                       | Statek kosmiczny                                     | Funkcja                                                 | Czas trwania                                         |
| ----------------------------------------------------------------------- | ---------------------------------------------------- | ---------------------------------------------------- | ---------------------------------------------------- | ---------------------------------------------------- | ------------------------------------------------------- | ---------------------------------------------------- |
| 1                                                                       | 29 sierpnia 2009                                     | STS-128 Discovery F-37                               | 12 września 2009                                     | STS-128 Discovery F-37                               | pilot                                                   | 13 dni 20 godzin 53 minuty i 43 sekundy              |
| 2                                                                       | 23 października 2012                                 | Sojuz TMA-06M                                        | 16 marca 2013                                        | Sojuz TMA-06M                                        | inżynier pokładowy Sojuza, dowódca Ekspedycji 34 na ISS | 143 dni 16 godzin 15 minuty i 2 sekundy              |
| Łączny czas spędzony w kosmosie — 157 dni 13 godzin 8 minut i 45 sekund |                                                      |                                                      |                                                      |                                                      |                                                         |                                                      |